# El amante bilingüe
El amante bilingüe es una novela del escritor español Juan Marsé publicada en 1990 por la Editorial Planeta. Se trata de una sátira de la política lingüística llevada a cabo en Cataluña. Fue galardonada con el Premio Ateneo de Sevilla.

## Argumento
Narra la historia de Juan Marés, el protagonista, que es engañado por su mujer, perteneciente a la burguesía catalana. Al descubrirla un día con otro hombre en la cama, Marés tiene que abandonar la casa y se ve condenado a la indigencia, tocando el acordeón por las calles de Barcelona para recibir limosnas. Un día, mientras toca el acordeón por las calles, recibe el impacto de un cóctel molotov en un enfrentamiento callejero con tintes políticos y su rostro queda desfigurado. Esta desfiguración es aprovechada para hacerse pasar por otra persona, un charnego llamado Faneca, para reconquistar a su mujer. Lo que empieza como una broma va adquiriendo una dinámica inquietante hasta el punto que la identidad de Faneca va sustituyendo progresivamente a Marés.

## Ambientación
La trama se ambienta en Barcelona y comienza en noviembre de 1975. El protagonista, Juan Marés, vive con su esposa en el edificio Walden 7, en San Justo Desvern, en el área metropolitana de Barcelona.

## Estructura
La novela se estructura en dos partes, cada una de ellas dividida en veinte capítulos. La narración alterna la primera persona y la tercera persona.

## Personajes principales
- Juan Marés. Es el protagonista de la novela. Hijo de una excantante y de un ilusionista que trabaja en espectáculos de variedades.
- Norma Valentí. Es la esposa de Juan Marés, y es catorce años menor que él. Estudió Filología Catalana en la universidad y trabaja como sociolingüista en las oficinas del Plan de Normalización Lingüística. A diferencia de su marido, Norma es rica: posee unas sustanciosas rentas heredadas de su padre, un exitoso fabricante de artículos de piel que llegó a hacer una fortuna.

## Adaptación cinematográfica
La novela fue llevada al cine en 1992 por Vicente Aranda con Imanol Arias como Juan Marés y Ornella Muti como la mujer del protagonista. Fue nominada en los Premios Goya de 1993 en la categoría de Mejor guion adaptado.